# Алі Ісмаїлов
Алі Шаміль-огли Ісмаїлов (азерб. Əli Şamil oğlu İsmayılov; 8 травня 1974, Донецьк) — азербайджанський професійний боксер напівважкої ваги, призер чемпіонатів світу та Європи серед аматорів.

## Аматорська кар'єра
Алі Ісмаїлов народився в Донецьку, УРСР, але в ранньому дитинстві переїхав до Азербайджану, де і розпочав займатися боксом.
1994 року виборов бронзову медаль на Кубку світу в Бангкокі в категорії до 71 кг.
На чемпіонаті Європи 1996 в 1/16 фіналу переміг Сергія Караваєва (Росія) — 17-8, а в наступному бою програв Дьйордю Міжеї (Угорщина) — 6-7.
1998 року дебютував на чемпіонаті Європи в напівважкій вазі, програвши в першому бою.
1999 року на чемпіонаті світу переміг двох суперників, а в півфіналі програв американцю Майклу Сіммсу — 5-7.
2000 року на чемпіонаті Європи отримав бронзову медаль і кваліфікувався на Олімпійські ігри 2000, на яких в першому бою переміг Еміла Крастєва (Болгарія), а в другому програв Сергію Михайлову (Узбекистан) — 18-23.
На чемпіонаті світу 2001 Ісмаїлов програв в другому бою, на чемпіонаті світу 2003 і чемпіонатах Європи 2002 і 2004 — в першому, але на 4-му Європейському кваліфікаційному турнірі 2004 в Баку зайняв перше місце і отримав путівку на Олімпійські ігри 2004. На Олімпіаді переміг в першому бою Вашингтона Сілву (Бразилія), а в другому програв Еліасу Павлідісу (Греція) — 16-31.

## Професіональна кар'єра
Після Олімпіади 2004 Ісмаїлов перейшов у професійний бокс і 17 грудня 2004 року провів перший бій. Провівши більшість боїв в Росії, 2007 року завоював титул WBO Latino в напівважкій вазі. 16 травня 2009 року зустрівся в бою з чемпіоном WBO в першій важкій вазі аргентинцем Віктором Раміресом і програв розділеним рішенням. Після цього кар'єра Ісмаїлова пішла на спад.